# Stara Pazova
Stara Pazova (cyr. Стара Пазова, węg. Ópázova, słow. Stará Pazova) – miasto w Serbii, w Wojwodinie, w okręgu sremskim, siedziba gminy Stara Pazova. Leży w regionie Srem. W 2011 roku liczyło 18 602 mieszkańców.

## Współpraca
- Srebrenica, Bośnia i Hercegowina

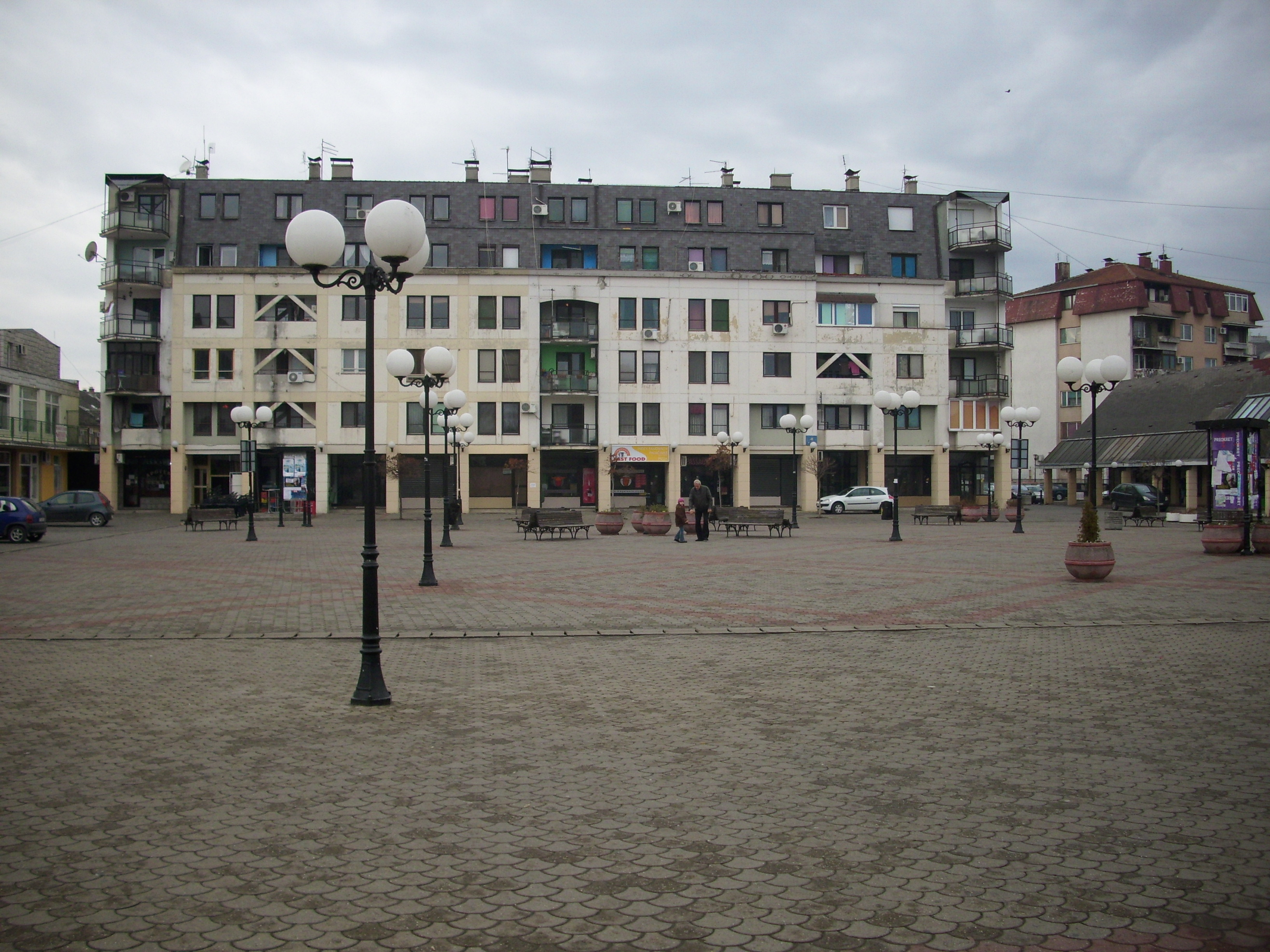
Stara Pazova